# Ефект Ваутгайзена — Філда
Ефект Ваутгайзена — Філда або зв'язок Ваутгайзена — Філда  (англ. Wouthuysen-Field effect/coupling) — механізм, що зв'язує температуру збудження (спінову температуру) нейтрального атомарного гідрогену (HI) із кінетичною температурою газу через резонансне розсіювання фотонів Лайман-альфа, генерованих першими джерелами ультрафіолетового випромінювання у Всесвіті. Зв'язок Ваутгайзена — Філда відіграє ключову роль у формуванні різниці температур між нейтральним атомарним гідрогеном та космічним мікрохвильовим випромінюванням наприкінці Темних віків та початку епохи реіонізації, уможливлюючи спостереження HI із цієї епохи в червоному зсуві радіолінії гідрогену 21-см.
Ефект названий на честь голландського фізика Зігфріда Ваутгайзена (нід. Siegfried Wouthuysen) та американського астрофізика Джорджа Філда (англ. George Field), які його відкрили в 1950-х рр..
В космосі нейтральний гідроген випромінює радіохвилі довжиною 21 см. В період Темних віків, — перед формуванням перших зір у Всесвіті та реіонізації, — спінова температура нейтрального атомарного гідрогену була близькою до температури космічного мікрохвильового випромінювання Tγ  (КМВ) при космологічному червоному зсуві z~20, оскільки газ був недостатньо густий, щоб через зіткнення частинок поєднати спінову температуру з його кінетичною температурою . Тому до появи перших зір, випромінювання гідрогену урівноважувалось абсорбцією із фонового КМВ, роблячи його неспостережуваним.
З утворенням перших зір їх ультрафіолетове випромінювання проникає через водневий газ в міжгалактичному середовищі і змінює його радіолінію 21-см. Це випромінювання може раманівськи розсіятись через резонанси Лайман-альфа (Lα) і перетворити атоми гідрогену між двома надтонкими рівнями — основним (0S) та збудженим (1S). Фотони в межах області Lα резонансу можуть обмінювати енергію з атомами гідрогену через доплерівське зміщення, завдяки чому HI може досягти рівноваги з кінетичною температурою газу. Відтак, раманівське розсіювання фотонів Lα повинно привести спінову температуру (TS) гідрогену в рівновагу з кінетичною температурою газу (TK). Цей процес і називається «ефектом Ваутгайзена — Філда» (В-Ф).
Передбачається, що початок процесу В-Ф має призвести до появи спостережуваного а) сильного абсорбційного сигналу на довжині хвилі 21(1+z) см, якщо кінетична температура газу менша від температури КМВ (що має мати місце, якщо міжгалактичне середовище адіабатично розширилось з часу термального відокремлення від КМВ при z~200), чи б) до емісійного сигналу, якщо нейтральний міжгалактичний простір був достатньо нагрітий рентгенівським випромінюванням із першої генерації галактик..
Флуктуації раннього Lα-фону через ефект В-Ф повинні генерувати сильні коливання в сигналі 21-см. Спостереження таких коливань дозволить отримати інформацію про формування перших зір (в діапазоні червного зсуву 30 > z > 22). Після гравітаційного колапсу цих зір утворились (22 > z > 13) одні з перших чорних дір у Всесвіті, які трансформують 21-см сигнал із абсорбції в емісію. Коли ж більшість газу у Всесвіті буде іонізовано (13 > z > 6), сигнал 21-см із нейтрального водневого газу вже буде втрачений. Тому виявлення червоного зсуву лінії 21-см із нейтрального гідрогену в ранньому Всесвіті залишається ключовим завданням сучасної астрофізики та космології.

## Загальний опис
Зорі та газ формують два ключові складові компоненти видимої матерії у Всесвіті. Газ в цілому ділиться на три фази: іонізований, нейтральний та молекулярний газ. Після Великого вибуху, Всесвіт був достатньо гарячим та густим для початку первинного нуклеосинтезу, в процесі якого ~25 % маси гідрогену було перетворено в гелій. Як наслідок нуклеосинтезу, 75 % масової густини газу в ранньому Всесвіті була у формі гідрогену. Іонізований водневий газ прийнято позначати HII (читається «H два»), атомарний — НІ, а молекулярний — H2.
Після періоду рекомбінації електронів і протонів та до появи перших зір, більшість матерії у всесвіті складалась з нейтрального гідрогену. Гідроген нейтральний при температурі T ~ 104 K в умовах, типових для локального міжзоряного середовища.
Основний стан гідрогену розщеплений на два дуже близькі («надтонкі») стани: верхній енергетичний рівень (триплетний стан), в якому спін електрону паралельний спіну протона, та нижній енергетичний рівень (синглетний стан), в якому два спіни антипаралельні. Перехід від триплетного до синглетного стану супроводжується емісією фотону з довжиною хвилі 21 см. Тому цей 21-см сигнал часто використовується для виявлення нейтрального газу в локальному всесвіті. Надтонка лінія гідрогену 21-см була теоретично передбачена ван де Хюлстом 1945 р. і виявлена 1951 р..
Відносна популяція двох надтонких рівнів визначає «спінову (збуджену) температуру», яка за присутності поля випромінювання може відхилятись від звичайної (кінетичної) температури газу. Поєднання між водневим газом та фоном реліктового випромінювання (завдяки малій частці вільних електронів, що залишились після епохи формування гідрогену) зберігає температуру газу рівною температурі КВМ протягом ~10 млн років після Великого вибуху. Згодом, внаслідок розширення Всесвіту, газ охолоджується швидше, аніж реліктове випромінювання і зіткнення між атомами підтримують їх спінову температуру в рівновазі з їх власною кінетичною температурою. На цьому етапі космічний нейтральний гідроген може бути виявлений в абсорбційній лінії на фоні мікрохвильового неба, оскільки спінова температура гідрогену була нижчою від температури КМВ. Області, більш густіші ніж середнє, генеруватимуть більше абсорбційного сигналу, а менш густіші генеруватимуть менше. Виникаючі в результаті цього коливання в яскравості лінії гідрогену 21-см лише відображають первинні неоднорідності газу.
Через ~100 млн років після Великого вибуху космічне розширення призвело до такого розрідження густини газу, що ударні з'єднання спінової температури з газом стають слабшими, аніж їх з'єднання з мікрохвильовим фоном. На цьому етапі спінова температура повертається на наступні ~65 млн років (z~200) до рівноваги з температурою випромінювання, унеможливлюючи спостереження газу відносно яскравого фону мікрохвильового випромінювання. Коли появляються перші галактики, вони нагрівають газ (випромінюючи рентгенівські промені, що проникають через товстий стовп міжгалактичного гідрогену), як і спінову температуру (через випромінювані ультрафіолетові фотони, що поєднують спінову температуру з кінетичною температурою газу). Зростання спінової температури вище температури мікрохвильового фону потребує значно менше енергії на атом, аніж іонізація, тому це нагрівання газу відбулось ще до реіонізації Всесвіту.
Щойно спінова температура стала вищою від температури КМВ, газ можна спостерігати на фоні мікрохвильового неба в емісійному спектрі. На цьому етапі, розподіл гідрогену розділяється пузирями іонізованого газу, що формується довкола груп галактик.
Надтонкі рівні основного стану атомарного гідрогену мають тенденцію до досягнення термальної рівноваги з космічним мікрохвильовим фоном, що робить міжгалактичне середовище ( МГС ) неспостережуваним. Для того, щоб газ став видимим відносно фону КМВ або в абсорбційній лінії, або в емісійній лінії, потрібні процеси, котрі б змістили популяцію надтонких рівнів далі від термальної рівноваги, розірвавши з'єднання з КМВ. Механізм Ваутгайзена — Філда забезпечує саме такий ефект.
Разом з КМВ та зіткненнями атомів, ефект В-Ф контролює спінову температуру HI протягом періоду реіонізації. Спочатку цей ефект призводить до появи сильного абсорбційного сигналу, зумовленого абсорбцією газом фотонів із фонового КМВ, і який просторово варіюється внаслідок сильної кластеризації першого покоління галактик. Згодом рентгенівське випромінювання із цих галактик нагріває газ, приводячи до емісії сигналу 21-см. Врешті УФ-фотони іонізують водневий газ, формуючи темні прогалини в сигналі 21-см в області іонізованих пузирів, що оточують групи галактик. Зрештою весь водневий газ (за винятком хіба що того, який знаходиться в щільних кишенях) стає іонізованим.

## Фізика радіолінії гідрогену 21-см
Час життя енергетичних рівнів гідрогену із головним квантовим числом n>1 є значно коротшим від часу, потрібного для їх збудження в розрідженому середовищі раннього Всесвіту. Тож гідроген найчастіше перебуває в його основному стані (найнижчому енергетичному рівні) з n = 1. Тому важливими переходами атому гідрогену є ті, які включають стан n = 1.
Атомні енергетичні рівні позначаються через n FLJ, де n — головне квантове число, L — орбітальне квантове число, J — оператор повного моменту, а F = I + J — квантове число, отримане із J та ядерного спіну I. Внаслідок ядерного спіну, основний стан гідрогену розщеплюється на нижній надтонкий рівень (1 0S1/2) та збуджений надтонкий рівень (1 1S1/2), які називаються 1S синглетними та триплетними рівнями, відповідно.
Збуджений стан нейтрального гідрогену характеризується температурою збудження, відомою як спінова температура (TS) 21 см. TS визначається через співвідношення між числом густин ni атомів гідрогену в двох надтонких рівнях (позначаються через нижній індекс 0 для 1S синглетного рівня, та 1 для 1S триплетного рівня):
{\displaystyle {\frac {n_{1}}{n_{0}}}=({\frac {g_{1}}{g_{0}}})exp\left\lbrace {\frac {-T_{*}}{T_{S}}}\right\rbrace \qquad (1)}
де (g1/g0)=3 — співвідношення коефіцієнтів виродження спіну для кожного стану; T*= 0,068 K визначається через kBT* = E21, де енергія переходу 21 см становить E21 = 5,9×10-6 електронвольт, що відповідає частоті спокою 1420 МГц. У випадку нейтрального гідрогену у ранньому Всесвіті слід брати до уваги істотний червоний зсув лінії 21 см від 1420 МГц до 3-200 MHz (45 < z < 6).
Перехід 21-см пов'язує два надтонкі рівні основного стану (1S) атомарного гідрогену. Ця різниця енергій постає внаслідок взаємодії спінів електрону і ядра: спін протона Sp повідомляє магнітний імпульс {\displaystyle \mu _{p}={\frac {g_{p}e\hbar }{2m_{p}c}}S_{p}}, із значенням g-фактору протона ~5,59. Цей магнітний диполь генерує магнітне поле, що взаємодіє з магнітним моментом електрону (μe) завдяки його спіну. Різниця енергій між двома протилежними станами електронного спіну дорівнює ΔE=2|μe||Bp|; де Bp позначає магнітне поле, генероване обертанням протона. Перехід 21-см відповідає перевертанню (на 180°) електронного спіну в генерованому протоном магнітному полі. Тому перехід 21-см часто називається «перехід з перевертанням спіну». Цей перехід є сильно забороненим, з природним часом існування збудженого стану ~2,87×10-15 с-1 ~ 1,1×107 років.
Невелика ділянка нейтрального гідрогену з середньою густиною та однорідною спіновою температурою (TS) генерує оптичну товщину (τ) на спостережуваній довжині хвилі 21(1+z) см:
{\displaystyle \tau (z)=1.1\times 10^{-2}\left({\frac {T_{\gamma }}{T_{S}}}\right)\left({\frac {1+z}{10}}\right)^{1/2}\qquad (2)}
де z >> 1.
Потрібні для спостереження частоти фотонів є значно меншими, аніж пікова частота спектру абсолютно чорного тіла КМВ і знаходяться в межі Релея — Джинса. Спостережувана спектральна інтенсивність Iν відносно фону КМВ на частоті ν в радіоастрономії часто вимірюється як яскравісна температура (Tb), що еквівалентна температурі, яку мало б абсолютно чорне тіло для генерування спостережуваного потоку фотонів. Для інтенсивності в радіолінії 21 см зазвичай використовують диференціальну яскравісну температуру відносно фону радіовипромінювання. Диференціальна яскравісна температура визначається через оптичну товщину (τ) лінії та фіксується спіновою температурою газу і стовпу газу вздовж променя зору, що відповідає довжині хвилі лінії 21 см.
Диференціальна яскравісна температура задається через:
{\displaystyle \delta T_{b}=\left({\frac {T_{S}-T_{R}}{1+z}}\right)\tau \approx 27x_{HI}(1+\delta _{b})\left({\frac {\Omega _{b}h^{2}}{0.023}}\right)\left({\frac {0.15}{\Omega _{m}h^{2}}}{\frac {1+z}{10}}\right)^{1/2}\times \left({\frac {T_{S}-T_{R}}{T_{S}}}\right)\left[{\frac {\partial _{r}v_{r}}{(1+z)H(z)}}\right]^{-1}mK\qquad (3)}
де xH I — частка нейтральних атомів гідрогену (HI) відносно загальної густини ядер гідрогену; δb — надлишкова густина в баріонах; TR — ясравісна температура фонового джерела. Останній член рівняння постає із градієнту швидкості вздовж променя зору (vr), що поєднує ширину лінії з фізичною відстанню.

## Спінова температура
Спостережуваність сигналу радіолінії гідрогену 21-см прямо залежить від спінової температури: лише якщо ця температура відхилятиметься від фонової температури КМВ, можна буде виявити сигнал 21-см.
Спінова температура визначається трьома процесами:
1. абсорбцією (емісією) фотонів з довжиною хвилі 21-см із (поверх) радіофону, головним чином КМВ, що обумовлює TS → Tγ ;
2. викликаними перевертанням спіну зіткненнями з іншими атомами гідрогену та з протонами і електронами, що призводить до TS → Tгаз;
3. резонансного розсіювання фотонів Лайман-альфа, що викликає перевертання спіну через проміжний збуджений стан.

Саме ці три процеси покладають спінову температуру TS, яка пов'язана з газовою температурою TK, через зіткнення атомів та ефект В-Ф:
{\displaystyle T_{S}^{-1}={\frac {T_{\gamma }^{-1}+x_{\alpha }T_{\alpha }^{-1}+x_{c}T_{K}^{-1}}{1+x_{\alpha }+x_{c}}}\qquad (4)}
де Tγ — температура довколишнього фону радіо фотонів із КМВ, а Tα — колірна температура поля випромінювання довкола переходу Lα. Повторюване розсіювання фотонів Lα із газу приводить Tα до рівноваги з кінетичною температурою газу, TK. І xc та xα — коефіцієнти зв'язку внаслідок атомних зіткнень та розсіювання фотонів Lα, відповідно.
Коефіцієнти зв'язку xc та xα порівнюють частоту перемін спіну, обумовленого зіткненнями або розсіюванням фотонів Lα, із частотою, викликаною розсіюванням КМВ-фотонів. Високий коефіцієнт зв'язку вказує на те, що процес перемінювання спіну домінуватиме над абсорбцією КМВ-фотонів і тому визначатиме рівноважне положення надтонких рівнів. Це означає, що спінова температура стає сильно зв'язаною з температурою газу тоді, коли xtot ≡ xc+xα≳1 і релакусує до Tγ , коли xtot<<1.

## Механізм Ваутгайзена— Філда
Міжгалактичне середовище (МГС) може бути спостережуване лише тоді, коли кінетична температура газу (обумовлена рухом його атомів) різниться від температури КМВ і існує ефективний механізм, що пов'язує спінову та газову температури.
До появи перших зір, єдиний механізм поєднання спінової та газової температур можливий був через зіткнення між атомами гідрогену та іншими частинками, що викликає перевертання спіну. Тому спричинене зіткненнями повторне збудження триплетного рівня є визначальним при дуже високому червоному зсуві, коли густина газу (а відтак і частота зіткнень) є все ще високою, роблячи водневий газ спостережуваним в абсорбції. Однак із розширення раннього Всесвіту, міжгалактичне середовище стає менш щільним і зв'язок через зіткнення стає менш ефективним. Для z ≲ 30 зіткнення відіграватимуть незначну роль у визначенні спінової температури.
Після формування значних популяцій галактик, випромінювані ними рентгенівські промені нагрівають кінетичну температуру Tk вище температури КМВ, Tγ , а випромінювані першими зорями УФ фотони зв'язують TS з Tk , завдяки чому газ стає видимим в емісії 21 см. Останній механізм зв'язку діє через резонансне розсіювання фотонів Lα, відкриваючи другий канал для зв'язку спінової температури з газовою температурою. Непереврні УФ фотони, породжені ранніми джерелами випромінювань, через Габблове розширення зазнають червоного зсуву в локальну Lα лінію при нижчому червоному зсуві. Ці фотони змішують спінові стани через процес Ваутгайзена — Філда (В-Ф), в якому атом гідрогену, що первинно знаходиться на електронному рівні n=1 з даним спіновим станом, поглинає Lα фотон і переходить на рівень n=2 і потім спонтанно релаксує назад до рівня n=1 з іншим спіновим станом.
Основна ідея В-Ф полягала в тому, що поглинання Lα фотону призводить гідроген до збудження із первинного синглетного стану до будь-якого з дозволених надтонких станів, перехід до яких може змінити спінову температуру, TS. Існує 6 надтонких станів, які пов'язані із переходом Lα. Лише 4 з цих станів, n = 1 синглетний 0S1/2 та триплетний 1S1/2 стани, і два триплетні n = 2 стани 1Р1/2 та 1Р3/2) роблять внесок до збудження лінії 21-см через розсіювання Lα фотонів. Квантові правила відбору дозволяють дипольні переходи, для яких повний спіновий кутовий момент F змінюється на ∆F=0, ±1  (такі переходи 0S1/2 → 1Р1/2, 1Р3/2 та 1Р1/2, 1Р3/2 → 1S1/2) і не дозволяють переходи F = 0 → 0. Тому лише два з чотирьох n = 2 надтонких рівнів досяжні для обох n=1 синглетних та триплетних станів (0S1/2→1S1/2). Як наслідок, спонтанне випромінювання Lα фотону поверне атом до будь-якого з двох надтонких рівнів основного стану. Перевертання спіну відбувається, якщо атом повертається до надтонкого триплету основного стану. Так резонансне розсіяння Lα фотонів може призвести до перевертання спіну. Отож, розсіяння Lα фотону зумовлює перевертання спіну в популяції атомів гідрогену, в такий спосіб пов'язуючи спінову (збуджувальну) температуру та Lα. Випромінювані новоутвореними астрономічними об'єктами Lα фотони поглинатимуться та повторно випромінюватимуться нейтральним гідрогеном, через зв'язок В-Ф генеруючи в ньому сигнал лінії 21-см. Тому вивчаючи емісію лінії гідрогену 21-см можна буде дізнатись більше про перші об'єкти, що сформувались в ранньому Всесвіті
Обумовлена В-Ф сила Lα зв'язку визначається швидкістю розсіювання фотонів Lα та їх здатністю викликати перевертання спіну, що може бути виражене як:
{\displaystyle x_{\alpha }={\frac {4P\alpha }{27A_{10}}}{\frac {T_{\star }}{T_{\gamma }}}\qquad (5)}
де Pα — швидкість розсіювання фотонів Lα; A10 — коефіцієнт Ейнштейна для спонтанного переходу із триплетного на синглетний рівень. Швидкість розсіювання між двома надтонкими рівнями пов'язана з Pα через співвідношення P01=4Pα/27, що постає із атомної фізики надтонких ліній та припускає постійність поля випромінювання між ними.
Зв'язок В-Ф залежить від швидкості розсіювання Lα фотонів на атомах гідрогену
{\displaystyle P_{\alpha }=4\pi \chi _{\alpha }\int d\nu J_{\nu }(\nu )\phi _{\alpha }(\nu )\qquad (6)}
де {\displaystyle \sigma _{\nu }\equiv \chi _{\alpha }\phi _{\alpha }(\nu )} — локальний поперечний переріз поглинання; {\displaystyle \chi _{\nu }\equiv (\pi e^{2}/m_{e}c)f_{\alpha }} — сила осцилятора Lα переходу; {\displaystyle \phi _{\alpha }(\nu )} — профіль поглинання Lα; {\displaystyle J_{\nu }(\nu )} — усереднений кут питомої інтенсивності поля фонового випромінювання. Використовуючи цей вираз, зв'язок В-Ф може бути записаний як
{\displaystyle x_{\alpha }={\frac {16\pi ^{2}T\star e^{2}f_{\alpha }}{27A_{10}T_{\gamma }m_{e}c}}S_{\alpha }J\alpha \qquad (7)}
де Jα — питомий потік Lα фотонів по числу фотонів, а {\displaystyle S_{\alpha }\equiv \int dx\phi _{\alpha }(x)J_{\nu }(x)/J_{\infty }} — поправочний коефіцієнт (=1), що враховує перерозподіл енергій фотонів через багаторазове розсіювання термального розподілу атомів.
Використовуючи (7) та еволюцію T γ  з z, можна обчислити критичний потік, необхідний для впливу зв'язок Lα на спінову температуру. Для цього потрібно, щоб задовольнялась умова {\displaystyle x_{\alpha }=S_{\alpha }J_{\alpha }/J_{\alpha }^{C}}, де {\displaystyle J_{\alpha }^{C}\equiv 1.165\times 10^{10}[(1+z)/20]cm^{-2}s^{-1}Hz^{-1}sr^{-1}}. Цей критичний потік також може бути виражений через число Lα фотонів на ядро гідрогену, {\displaystyle J_{\alpha }^{C}/n_{H}=0.0767[(1+z)/20]^{-2}}, де {\displaystyle n_{H}\propto (1+z)^{3}} — густина ядер гідрогену. На практиці ця умова легко виконується із початком формування перших зір.
Розсіювання Lα фотонів змінює спінову температуру на нову температурну шкалу, що залежить від поля випромінювання — колірну температуру. Колірна температура є мірою форми поля випромінювання як функції частоти в околиці лінії Lα, що визначається через формулу:
{\displaystyle {\frac {2\pi \ \hbar }{k_{B}\ T_{\alpha }}}=-\left[{\frac {d\ log\ n_{\nu }}{d\nu }}\right]_{\nu =\nu _{\alpha }}\qquad (8)}
де {\displaystyle n_{\nu }=c^{2}J_{\nu }/2\nu ^{2}} — число заповнення фотонів, а {\displaystyle n_{\alpha }} — частота Lα.
Як правило, Tα ≈ TK, позаяк оптична глибина середовища до розсіювання Lα є надзвичайно великою, обумовлюючи величезне число розсіянь фотонів Lα, що приводить поле випромінювання та газ до локальної рівноваги для частот поблизу центру лінії. На мікрофізичному рівні це відношення відбувається через процес розсіювання фотонів Lα в околицях Lα резонансу, що призводить до появи відмінної особливості частотного розподілу фотонів. Червоний зсув пов'язаний з розширенням всесвіту призводить до потоку фотонів від високої до низької частоти з фіксованою швидкістю. По мірі потрапляння фотонів в область Lα резонансу, вони можуть розсіюватись до більших чи менших частот. Щоразу як фотон Lα розсіється на атомі гідрогену, внаслідок атомної віддачі фотон втрачатиме частку його енергії {\displaystyle 2\pi \hbar \nu /m_{p}c^{2}}, де mp — маса протона. Втрата енергії збільшує потік до більш нижчої енергії і викликає дефіцит фотонів довкола центру лінії. Розсіювання перерозподіляє фотони, призводячи до асиметрії відносно лінії.
Така асиметрія це саме те, що потрібно для приведення розподілу в локальну термальну рівновагу, покладаючи Tα ≈ TK. Форма цієї особливості визначає Sα  і, позаяк віддачі породжують абсорбційну властивість, гарантує S ≤ 1. За низьких температур, атомні віддачі мають більший вплив і придушення ефекту Ф-В є найбільш виразним, однак у випадку нагрітого міжгалактичного середовища подібне пригнічення є незначним. Однак якщо взяти до уваги процеси, коли розподіл фотонів змінюється перемінами спіну, то визначення TS та Tα істотно ускладниться, оскільки потім вони повинні повторюватись для знаходження самоузгодженого розв'язку для популяцій рівнів та фотонів. Втім, ефект перевертань спінів на розподіл фотонів відносно малий ≤10 %.
В астрофізичному контексті фотони Lα можуть бути генеровані двома механізмами. Фотони, випромінені на частотах нижче Лайман-бета (Lβ), зазнають червоного зсуву прямо в резонанс Lα. Тоді як фотони, випромінювані на частоті вище Lβ зазнаватимуть червоного зсуву доти, поки не досягнуть резонансу серій Лаймана і не призведуть до збудження атома гідрогену. Потім збуджений атом повернеться до первинного основного стану через атомарний каскад, який перетворює високо-енергетичні фотони Лаймана-n у фотони Lα. Для великих n типовим є 30 % перетворення. Оскільки Lα постають із атомарних каскадів, то вони включаються в лінію Lα, де негайно розсіюються. Поєднання розсіювання та червоного зсуву робить частотний розподіл таких фотонів сильно асиметричним. За відсутності розсіянь буде можливим лише ступеневий розподіл, без фотонів на частотах вище частоти Lα і фотони зазнавши червоного зсуву заповнюватимуть більш низькі частоти . Такий односторонній розподіл змінює деталі внеску фотонів до зв'язку В-Ф.
В цілому, двома наслідками розсіювання Lα фотонів є:
1. зв'язок спінової температури гідрогену з колірною темпереатурою Lα;
2. приведення колірної температури Lα до температури газу.

Загальним наслідком цього є те, що розсіювання Lα зв'язує разом спінову та газову температури.

## Еволюція глобального сигналу 21-см і зв'язок В-Ф
Спінова температура (згідно рівн.4) є середнє зважене температури газу і температури КМВ. Теоретичні моделі передбачають, що космологічний сигнал 21 см повинен бути порядку ≈ 10 мK. Разом з тим, сигнал в діапазоні частот, що відповідають епосі реіонізації, складається з ряду інших компонентів, кожен з яких має відмінне фізичне походження та статистичні властивості. До таких компоненті відносяться:
1. сигнал 21-см, що надходить із Всесвіту з високим червоним зсувом;
2. галактичний та позагалактичний передній план;
3. впливи іоносфери;
4. вплив телескопів;
5. радіочастотна завада;
6. термальний шум.

Відтак, в експериментах в низькочастотному діапазоні, що спрямовані на виявлення 21-см сигналу, слід відокремити космологічний сигнал від компонент-домішок. Існують два типи відмінних експериментів, котрі можуть потенційно виявити сигнал 21-см: а) одиничні дипольні антени можуть виміряти сумарну потужність 21-см сигналу і в такий спосіб відстежити еволюцію усередненої по небу яскравості, тоді як б) радіоінтерферометри можуть забезпечити топографію коливань яскравості 21-см сигналу.
Яскравісна температура 21-см може бути виражена як функція чотирьох змінних Tb = Tb(TK, xHII, Jα, nHn). Тоді густину атомів нейтрального гідрогену можна задати через nHI = (1 — xHII)nHn, оскільки поширеність молекулярного гідрогену в газові незначна. Важливою рисою Tb є те, що її залежність від кожної з цих величин з часом насичується, як напр., коли потік Lα є достатньо високим, то спінова температура та кінетична температура газу стають тісно пов'язаними і подальше коливання в Jα неважливе для деталей 21-см сигналу. Еволюція цих величин призводить до формування кількох якісно відмінних фаз, де зміна лише однієї змінної визначає коливання в сигналі 21-см. До таких фаз відносяться:
- 200 ≲ z ≲ 1100: частка вільних електронів, залишених після рекомбінації, дозволяє комптонівському розсіюванню утримувати термальний зв'язок газу з КМВ, покладаючи TK=Tγ. Висока густина газу обумовлює ефективний зв'язок зіткнення, тому {\displaystyle T_{S}=T_{\gamma }} і {\displaystyle {\bar {T}}_{b}=0}, відтак ніякий сигнал 21-см не може бути виявлений.
- 40 ≲ z ≲ 200: газ термально відокремлюється від КМВ і адіабатично охолоджується з розширенням Всесвіту. Протягом цього періоду, температура газу охолоджується адіабатично як {\displaystyle T_{K}\propto (1+z)^{2}}, швидше, аніж КМВ — {\displaystyle T_{\gamma }\propto (1+z)}. Зіткнення атомів газу пов'язує спінову та газову температури, покладаючи {\displaystyle T_{S}<T_{\gamma }}, що призводить до {\displaystyle {\bar {T}}_{b}<0} і появи раннього абсорбційного сигналу. В цей період неоднорідності густини призводять до коливань Tb, що уможливлює вивчення початкових умов[10][23].
- {\displaystyle z_{\star }} ≲ z ≲ 40: оскільки розширення всесвіту триває, зменшуючи густину газу, то зв'язок зіткнення стає неефективним і спінова температура релаксує до КМВ, тому в цей період {\displaystyle T_{S}=T_{\gamma }} і нема 21-см сигналу, котрий можна було б виявити; {\displaystyle z_{\star }} — червоні зсуви формування зір.
- z α  ≲ z ≲ {\displaystyle z_{\star }} (z α  — насичений зв'язок Lα): щойно перші галактики формуються, вони випромінюють рентгенівські промені та фотони Lα, що через В-Ф ефект знову зв'язують спінову та газову температури, тож TS ~ TK < Tγ . Внаслідок цього постає сильний абсорбційний 21-см сигнал, оскільки газ продовжує адіабатично охолоджуватись. Коливання яскравості визначаються коливаннями густини та просторовою варіацією потоку фотонів Lα. Із триваючим формуванням зір, зв'язок Lα врешті досягне насиченості (xα  >> 1), тож через червоний зсув z α  газ всюди буде сильно зв'язаний[17][24].
- zh ≲ z ≲ z α  : після насичення зв'язку Lα, коливання потоку Lα більше не впливають на сигнал лінії 21-см. Перші зорі помирають, залишаючи компактні залишки, чиє рентгенівське випромінювання починає нагрівати газ. Викликані нагріванням коливання температури газу спричиняють коливання яскравості, Tb. Допоки TK залишається нижче T γ , сигнал 21-см залишається видимим в абсорбції, однак із наближенням TK до T γ , більш гарячі області починають бути видимі в емісії. Врешті решт, через червоне зсув zh, газ нагріється повсюдно, так що {\displaystyle {\bar {T}}_{K}=T_{\gamma }}.
- zr ≲ z ≲ zh: після того, як газ був всюди нагрітий вище КМВ, TK > T γ , сигнал лінії 21-см буде видимим лише в емісії. Довкола груп галактик починають з'являтись і рости іонізовані пузирі, що будуть видимі як клаптики відсутнього 21-см сигналу.
- z ≲ zr: після реіонізації будь-який сигнал лінії 21-см генерується головним чином островами нейтрального гідрогену, що колапсували (затухаючі системи Lα).

Більшість цих епох не є чітко визначеними, тому між ними можливе значне перекриття.